# Montbéliardové
Rod Montbéliardů pochází od Richwina, hraběte ze Scarpone. Jeho syn Ludvík získal titul hraběte z Montbéliardu, z Altkirchu a z Pfirtu a sňatkem se Žofií i z Baru.
```
Richwin ze Scarpone
X Hildegarda z Egisheimu
│
└─> 
Ludvík
 († 1070/1073)
    X 
Žofie z Baru

    │
    ├─> 
Dětřich I.
 († 1105)
    │   X 1065 Ermentruda Burgundská († 1105)
    │   │
    │   ├─> 
Dětřich II.
 († 1163)
    │   │   │
    │   │   ├─> Dětřich III.
    │   │   │   X Gertruda z Habsburgu
    │   │   │
    │   │   ├─> Žofie(† 1148)
    │   │   │   X Richard II. z Montfauconu 
    │   │   │
    │   │   ├─> Štěpánka
    │   │   │   X Folmar ze Sarrewerdenu
    │   │   │
    │   │   └─> Ermentruda
    │   │       X Odo z la Roche
    │   │
    │   ├─> Ludvík († 1103)
    │   │
    │   ├─> 
Fridrich I. z Pfirtu
 († 1160)
    │   │   X 1) 1111 Petrissa ze Zähringenu († 1115)
    │   │   X 2) Štěpánka z Vaudémontu
    │   │   │
    │   │   └2> 
Ludvík I. z Pfirtu
 († 1190)
    │   │       X Richenza z Habsburgu († 1180)
    │   │       │
    │   │       ├─> Ludvík
    │   │       │
    │   │       ├─> Oldřich I. z Pfirtu († 1197)
    │   │       │
    │   │       ├─> Fridrich II. z Pfirtu († 1234)
    │   │       │   X Heilwiga z Urachu
    │   │       │   │
    │   │       │   ├─> Oldřich II. z Pfirtu († 1275)
    │   │       │   │   X Anežka z Vergy
    │   │       │   │   │
    │   │       │   │   ├─> Jindřich
    │   │       │   │   │
    │   │       │   │   ├─> Fridrich
    │   │       │   │   │
    │   │       │   │   ├─> Ludvík z Pfirtu 
    │   │       │   │   │   X N z Rappoltsteinu
    │   │       │   │   │   │
    │   │       │   │   │   └─> Oldřich z Florimontu
    │   │       │   │   │
    │   │       │   │   ├─> Theobald z Pfirtu
    │   │       │   │   │   X Kateřina z Klingenu
    │   │       │   │   │   │
    │   │       │   │   │   ├─> Oldřich III. z Pfirtu († 1324)
    │   │       │   │   │   │   X 1303 Jana Burgundská († 1347)
    │   │       │   │   │   │   │
    │   │       │   │   │   │   ├─> 
Jana z Pfirtu
 († 1351)
    │   │       │   │   │   │   │   X 1324 
Albrecht II. Habsburský
  († 1358)
    │   │       │   │   │   │   │
    │   │       │   │   │   │   └─> Uršula († 1367)
    │   │       │   │   │   │       X 1) Hugo z Hohenbergu († 1354) 
    │   │       │   │   │   │       X 2) Vilém z Montfortu († 1373)
    │   │       │   │   │   │
    │   │       │   │   │   ├─> Theobald
    │   │       │   │   │   │
    │   │       │   │   │   ├─> Jan z Rougemont
    │   │       │   │   │   │
    │   │       │   │   │   ├─> Herzelinda († 1317)
    │   │       │   │   │   │   X Ota z Ochsensteinu († 1327)
    │   │       │   │   │   │
    │   │       │   │   │   └─> Žofie († 1344)
    │   │       │   │   │       X Oldřich III. z Wurtembergu († 1344)
    │   │       │   │   │
    │   │       │   │   ├─> Adelaida
    │   │       │   │   │   X Oldřich z  Regensbergu
    │   │       │   │   │
    │   │       │   │   ├─> Žofie
    │   │       │   │   │   X Konrád z Horbourgu
    │   │       │   │   │
    │   │       │   │   └─> SŠtěpánka († 1276)
    │   │       │   │       X Konrád Werner z Hattstattu († 1320)
    │   │       │   │
    │   │       │   ├─> Ludvík († 1236)
    │   │       │   │
    │   │       │   ├─> Bertold, biskup v Bâle († 1262)
    │   │       │   │
    │   │       │   ├─> Albert
    │   │       │   │
    │   │       │   ├─> Adelgarda 
    │   │       │   │    X 1226 Dětřich z Montbéliardu († 1282)
    │   │       │   │
    │   │       │   └─> Anna, abatyše v Seckenu 
    │   │       │
    │   │       └─> Helwida († 1188)
    │   │
    │   ├─> 
Renaud I.
 († 1150)
    │   │   X 1) neznámá
    │   │   X 2) 1120 Gisela z Vaudémontu († 1141)
    │   │   │
    │   │   ├1> N 
    │   │   │
    │   │   ├2> Hugo († 1141)
    │   │   │
    │   │   ├2> Anežka
    │   │   │   X 1140 Albert I. z Chiny († 1163)
    │   │   │
    │   │   ├2> Klemencie
    │   │   │   X 1) 1140 
Renaud II. z Clermontu
 († 1162)
    │   │   │   X 2) Thebald III. z Crépy
    │   │   │
    │   │   ├2> 
Renaud II.
 († 1170)
    │   │   │   X 1155 Anažka ze Champagne († 1207)
    │   │   │   │
    │   │   │   ├─> 
Jindřich I.
 ( † 1190)
    │   │   │   │
    │   │   │   ├─> 
Theobald I.
 († 1214)
    │   │   │   │   X 1) 1176 Laurette de Loozu († 1190)
    │   │   │   │   X 2) 1189 Ermesinda z Brienne († 1211)
    │   │   │   │   X 3) 1195 
Ermesinda Lucemburská
 († 1247)
    │   │   │   │   │
    │   │   │   │   ├1> Anežka(† 1226)
    │   │   │   │   │   X 1189 
Ferry II. Lotrinský
 († 1213)
    │   │   │   │   │
    │   │   │   │   ├2> 
Jindřich II.
 († 1239)
    │   │   │   │   │   X 1219 Filipa z Dreux († 1242)
    │   │   │   │   │   │
    │   │   │   │   │   ├─> 
Markéta
 († 1275)
    │   │   │   │   │   │   X 1240 
Jindřich V. Lucemburský
 († 1281)
    │   │   │   │   │   │
    │   │   │   │   │   ├─> 
Theobald II.
 († 1291)
    │   │   │   │   │   │   X 1) 1243 Jana z Dampierre
    │   │   │   │   │   │   X 2) 1266 Jana z Toucy
    │   │   │   │   │   │   │
    │   │   │   │   │   │   ├2> 
Jindřich III.
 († 1302)
    │   │   │   │   │   │   │   X 1293 
Eleonora Anglická
 († 1297)
    │   │   │   │   │   │   │   │
    │   │   │   │   │   │   │   ├─> 
Eduard I.
 († 1336)
    │   │   │   │   │   │   │   │   X Marie Burgundská
    │   │   │   │   │   │   │   │   │
    │   │   │   │   │   │   │   │   ├─> 
Jindřich IV.
 († 1344)
    │   │   │   │   │   │   │   │   │   X 1338 
Jolanda z Dampierre
 († 1395)
    │   │   │   │   │   │   │   │   │   │
    │   │   │   │   │   │   │   │   │   ├─> 
Eduard II.
 († 1352)
    │   │   │   │   │   │   │   │   │   │
    │   │   │   │   │   │   │   │   │   └─> 
Robert I.
 († 1411)
    │   │   │   │   │   │   │   │   │       X 1364 
Marie Francouzská
 († 1404)
    │   │   │   │   │   │   │   │   │       │
    │   │   │   │   │   │   │   │   │       ├─> 
Jolanda
 († 1431)
    │   │   │   │   │   │   │   │   │       │   X 1384 
Jan I. Aragonský
 († 1395)
    │   │   │   │   │   │   │   │   │       │
    │   │   │   │   │   │   │   │   │       ├─> 
Jindřich
 († 1396) 
    │   │   │   │   │   │   │   │   │       │   X Marie z Coucy († 1405)
    │   │   │   │   │   │   │   │   │       │   │
    │   │   │   │   │   │   │   │   │       │   └─> 
Robert
 († 1415)
    │   │   │   │   │   │   │   │   │       │       X 1408 Jana z Béthune († 1450)
    │   │   │   │   │   │   │   │   │       │       │
    │   │   │   │   │   │   │   │   │       │       └─> 
Jana
 († 1462)
    │   │   │   │   │   │   │   │   │       │           X 1435 Ludvík Lucemburský († 1475)
    │   │   │   │   │   │   │   │   │       │
    │   │   │   │   │   │   │   │   │       ├─> Filipa († 1396)
    │   │   │   │   │   │   │   │   │       │
    │   │   │   │   │   │   │   │   │       ├─> Karel z Nogent-le-Rotrou ( † 1392)
    │   │   │   │   │   │   │   │   │       │
    │   │   │   │   │   │   │   │   │       ├─> Marie 
    │   │   │   │   │   │   │   │   │       │   X 1384 
Vilém II. Namurský
 († 1418)
    │   │   │   │   │   │   │   │   │       │
    │   │   │   │   │   │   │   │   │       ├─> 
Eduard III.
 († 1415)
    │   │   │   │   │   │   │   │   │       │
    │   │   │   │   │   │   │   │   │       ├─> 
Ludvík
 († 1431)
    │   │   │   │   │   │   │   │   │       │
    │   │   │   │   │   │   │   │   │       ├─> Jolanda († 1421)
    │   │   │   │   │   │   │   │   │       │   X Adolf z Julichu a Bergu († 1437)
    │   │   │   │   │   │   │   │   │       │
    │   │   │   │   │   │   │   │   │       ├─> Jan z Puisaye († 1415)
    │   │   │   │   │   │   │   │   │       │
    │   │   │   │   │   │   │   │   │       ├─> Jitka († 1400)
    │   │   │   │   │   │   │   │   │       │   X 1393 Walram Lucemburský († 1415)
    │   │   │   │   │   │   │   │   │       │
    │   │   │   │   │   │   │   │   │       └─> Jana († 1402)
    │   │   │   │   │   │   │   │   │           X 1393 
Theodor II. z Montferratu
 († 1418)
    │   │   │   │   │   │   │   │   │
    │   │   │   │   │   │   │   │   ├─> Eleonora († 1332)
    │   │   │   │   │   │   │   │   │   X 1330 
Rudolf Lotrinský
 († 1346)
    │   │   │   │   │   │   │   │   │
    │   │   │   │   │   │   │   │   └─> 
Beatrix

    │   │   │   │   │   │   │   │       X 
Guy z Mantovy
 († 1369)
    │   │   │   │   │   │   │   │
    │   │   │   │   │   │   │   └─> Jana († 1361)
    │   │   │   │   │   │   │       X Jan, hrabě z Warrenu a Sussexu
    │   │   │   │   │   │   │
    │   │   │   │   │   │   ├2> Jan  z Puisaye († 1317)
    │   │   │   │   │   │   │
    │   │   │   │   │   │   ├2> Theobald, biskup v Liège († 1312)
    │   │   │   │   │   │   │
    │   │   │   │   │   │   ├2> Renaud, biskup v Métách († 1316)
    │   │   │   │   │   │   │
    │   │   │   │   │   │   ├2> Érard z Pierrepontu
    │   │   │   │   │   │   │   X Isabela Lotrinská († 1353)
    │   │   │   │   │   │   │   │
    │   │   │   │   │   │   │   ├─> Theobald z Pierrepontu († 1354)
    │   │   │   │   │   │   │   │   X Marie z Namuru († 1357)
    │   │   │   │   │   │   │   │   │
    │   │   │   │   │   │   │   │   ├─> Yolanda z Ancerville
    │   │   │   │   │   │   │   │   │   X Odo z Grancey
    │   │   │   │   │   │   │   │   │
    │   │   │   │   │   │   │   │   └─> Isabella z Pierrepontu
    │   │   │   │   │   │   │   │       X Ota z Arkelu († 1396)
    │   │   │   │   │   │   │   │
    │   │   │   │   │   │   │   ├─> Reinald z Pierrefitte
    │   │   │   │   │   │   │   │
    │   │   │   │   │   │   │   ├─> Jan z Pierrepontu († 1366)
    │   │   │   │   │   │   │   │
    │   │   │   │   │   │   │   ├─> Fridrich z Norroy († 1355)
    │   │   │   │   │   │   │   │
    │   │   │   │   │   │   │   ├─> Jindřiška
    │   │   │   │   │   │   │   │   X Jindřich z Lützelsteinu
    │   │   │   │   │   │   │   │
    │   │   │   │   │   │   │   └─> Marie
    │   │   │   │   │   │   │       X Jan z Dampierre
    │   │   │   │   │   │   │
    │   │   │   │   │   │   ├2> Petr z Pierreforte († po 1349)
    │   │   │   │   │   │   │   X 1) Jana z Vienne
    │   │   │   │   │   │   │   X 2) Eleonora z Poitiers
    │   │   │   │   │   │   │   │
    │   │   │   │   │   │   │   ├1> Jindřich († 1380)
    │   │   │   │   │   │   │   │   X 1342 Isabela z Vergy
    │   │   │   │   │   │   │   │   │
    │   │   │   │   │   │   │   │   └─> Petr († 1380)
    │   │   │   │   │   │   │   │
    │   │   │   │   │   │   │   ├1> Hugo, biskup ve Verdunu  († 1361)
    │   │   │   │   │   │   │   │
    │   │   │   │   │   │   │   ├1> Štěpánka
    │   │   │   │   │   │   │   │
    │   │   │   │   │   │   │   ├1> Ghisletta
    │   │   │   │   │   │   │   │   X 1334 Jan ze Sarbrucku († 1380)
    │   │   │   │   │   │   │   │
    │   │   │   │   │   │   │   └1> Jana
    │   │   │   │   │   │   │       X Walram z Deux-Ponts († 1366)
    │   │   │   │   │   │   │
    │   │   │   │   │   │   ├2> Filipa († 1290)
    │   │   │   │   │   │   │   X 1263 
Ota IV. Burgundský
 († 1303)
    │   │   │   │   │   │   │
    │   │   │   │   │   │   ├2> Alix († 1307)
    │   │   │   │   │   │   │   X 1278 Matěj Lotrinský († 1282)
    │   │   │   │   │   │   │
    │   │   │   │   │   │   ├2> Marie († 1333)
    │   │   │   │   │   │   │   X Gobert  z Aspremontu († 1302)
    │   │   │   │   │   │   │
    │   │   │   │   │   │   ├2> Isabela
    │   │   │   │   │   │   │
    │   │   │   │   │   │   ├2> Jolanda
    │   │   │   │   │   │   │
    │   │   │   │   │   │   └2> Markéta, abatyše v Saint-Mauré
    │   │   │   │   │   │
    │   │   │   │   │   ├─> Jindřich
    │   │   │   │   │   │
    │   │   │   │   │   ├─> Jana († 1299)
    │   │   │   │   │   │   X 1) Fridrich z Blamontu  († 1255)
    │   │   │   │   │   │   X 2) Ludvík z Loozu († 1299)
    │   │   │   │   │   │
    │   │   │   │   │   ├─> Renaud († 1271)
    │   │   │   │   │   │
    │   │   │   │   │   ├─> Erard († 1335)
    │   │   │   │   │   │
    │   │   │   │   │   └─> Isabela († 1320)
    │   │   │   │   │
    │   │   │   │   ├2> Anežka
    │   │   │   │   │   X 
Hugo V. ze Châtillon
 († 1248)
    │   │   │   │   │
    │   │   │   │   ├2> Markéta
    │   │   │   │   │   X 1) 1221 Jindřich III. ze 
Salmu
 († 1228)
    │   │   │   │   │   X 2) Jindřich z Dampierre († 1259)
    │   │   │   │   │
    │   │   │   │   ├3> Renaud z Briey
    │   │   │   │   │
    │   │   │   │   ├3> dcera († 1214)
    │   │   │   │   │
    │   │   │   │   ├3> Alžběta († 1262)
    │   │   │   │   │   X Walram Limburský († 1242)
    │   │   │   │   │
    │   │   │   │   └3> Markéta
    │   │   │   │       X 1) 
Hugo III.
 († 1243)
    │   │   │   │       X 2) Jindřich z Bois
    │   │   │   │
    │   │   │   ├─> Renaud, biskup v Chartres († 1217)
    │   │   │   │
    │   │   │   └─> Hugo, kanovník v Chartres
    │   │   │
    │   │   ├2> 
Dětřich
, biskup v Métách  († 1171)
    │   │   │
    │   │   ├2> Matylda
    │   │   │   X Konrád I. z Kerberchu
    │   │   │
    │   │   └2> Štěpánka z Commercy
    │   │       X Hugo III. z Broyes
    │   │
    │   ├─> 
Štěpán
, biskup v Métách  († 1162)
    │   │
    │   ├─> Vilém  († po 10105)
    │   │
    │   ├─> Hugo
    │   │
    │   ├─> Gunthilda († 1331), abatyše v Biblisheimu
    │   │
    │   └─> Anežka
    │       X 1104 Heřman II. ze 
Salmu
 († 1136)
    │
    ├─> Bruno
    │
    ├─> Ludvík
    │
    ├─> Fridrich († 1092)
    │
    ├─> Žofie
    │   X Folmar z Froburgu
    │
    ├─> Beatrix († 1092)
    │   X 
Bertold I. ze Zähringenu
 († 1078)
    │
    └─> Matilda
        X Hugo z Dagsburgu († 1089)
```